# Onthophagus quadriarmatus
Onthophagus quadriarmatus là một loài bọ cánh cứng trong họ Bọ hung (Scarabaeidae).